# Heinrich Scheppmann
Heinrich Scheppmann (Ostercappeln, 13 septembre 1818-Rehoboth, 29 août 1847) est un explorateur et missionnaire allemand.

## Biographie
Charpentier, il entre dans la Société des missions du Rhin en 1842 et est envoyé en septembre 1844 comme frère laïc au Damaraland où il voyage avec Johannes Rath et arrive le 19 novembre. En janvier 1845, les deux missionnaires s'installent à Walvis Bay. De là, ils gagnent Otjikango où Scheppmann devient l'assistant de Carl Hugo Hahn (9 avril 1845) et où il est ordonné par Hahn. 
Scheppmann fonde une mission à Rooibank en décembre 1845 puis au début de 1847, voyage à Rehoboth afin d'y assister à la consécration de la nouvelle église Rhénane. Il y meurt en août. 
Rooibank porte aussi son nom (Scheppmannsdorf).